# 格鲁吉亚库邦
格鲁吉亚库邦，或称库邦拉里，格鲁吉亚曾于1993年4月5日至1995年10月2日间使用的一种临时货币。发行初期是为了弥补之前流通的卢布由于苏联解体、国家独立造成的不足，于1993年8月20日成为格鲁吉亚境内的唯一法定货币。库邦以1:1的比率等价收兑卢布，库邦未发行硬币，仅发行了面额从1到1000000不等的纸币，其中还包括罕见的3、3000、30000、150000等面额。库邦曾发生恶性通货膨胀，以1995年为例，通货膨胀率竟高达678.4%，终于1995年被新的国家货币格鲁吉亚拉里所取代，两者的收兑比率为1000000:1。

## 历史
1991年苏联解体之前，格鲁吉亚是苏联的加盟共和国，流通的货币是当时全苏联唯一的法定货币苏联卢布。1991年4月9日，格鲁吉亚宣布独立，但仍继续使用苏联卢布和后来的俄罗斯卢布，称为“卢布区”国家之一。直至1993年4月5日，格鲁吉亚才发行本国的临时货币库邦，以1：1的比率等价收兑卢布。同年8月20日，库邦被确立为格鲁吉亚境内唯一的法定货币。
在格鲁吉亚独立之后，由于传统经济联系断裂、阿布哈兹战争、民族冲突以及国内大部分地区法规法制被破坏，其经济形势迅速恶化，造成物价飞涨，货币贬值，库邦发行后仅短短半年时间，对卢布的比价便由1：1跌至34：1。为稳定经济和稳定库邦，格议会于1994年2月19日召开会讨论有效措施，会上格鲁吉亚总理认为是国家银行毫无根据地大量发放信贷导致了库邦的恶性贬值。以首都第比利斯市为例，当时80％的居民生活在赤贫之下，1994年5月份的人均最低消费水平为2570万库邦，而只有5％市民的收入在1500万库邦以上。据俄罗斯《文学报》1994年9月7日报道，格鲁吉亚的商品价格高得惊人，价格都以百万库邦计。格总理、部长和议员的工资折成外汇仅为1美元左右，格鲁吉亚甚至开始出现普通公民被饿死的现象。
1995年10月2日，爱德华·谢瓦尔德纳泽政府实施货币改革，按一拉里兑一百万库邦的比率发行了新货币拉里。此次货币改革在格鲁吉亚金融稳定进程中发挥了重要作用，不仅成功完成了货币的替换，而且成功地将美元和卢布逐出货币市场，通过政府积极的货币干预政策，稳定了拉里汇率。

## 币样
从开始发行到最后废止，库邦共发行了五版，其中1993年发行四版，1994年发行一版。1993年第一版和第二版没有标注年份，尺寸为105×53mm；第三版有年份，10000库邦的尺寸为105×53mm，其他的为127×57mm。第四版、第五版的尺寸均为114×55mm。第一版到第三版的票面主图案均相同，正面是首都第比利斯俯瞰图，俯瞰图的右侧可以明显地看到瓦赫坦格一世骑马塑像；背面是瓦尔齐亚的洞穴，瓦尔齐亚遗址位于格鲁吉亚南部阿哈尔齐赫东南，是一个人工开凿的洞穴群。第四版和第五版的主图案相同，正面是太阳符和格里芬，其中格里芬出自桑塔维西大教堂的11世纪的浮雕；背面是葡萄图案。
| 票样 | 票样 | 面额        | 尺寸     | 主色调 | 描述               | 描述           | 发行序列     | 时间     | 时间         | 时间          |
| 正面 | 背面 | 面额        | 尺寸     | 主色调 | 正面               | 背面           | 发行序列     | 票面年份 | 发行日期     | 废止日期      |
| ---- | ---- | ----------- | -------- | ------ | ------------------ | -------------- | ------------ | -------- | ------------ | ------------- |
|      |      | 1库邦       | 105×53mm | 红色   | 首都第比利斯俯瞰图 | 瓦尔齐亚的洞穴 | 1993年第二版 | 无       | 1993年       | 1995年10月2日 |
|      |      | 3库邦       | 105×53mm | 紫色   | 首都第比利斯俯瞰图 | 瓦尔齐亚的洞穴 | 1993年第二版 | 无       | 1993年       | 1995年10月2日 |
|      |      | 5库邦       | 105×53mm | 棕色   | 首都第比利斯俯瞰图 | 瓦尔齐亚的洞穴 | 1993年第一版 | 无       | 1993年4月5日 | 1995年10月2日 |
|      |      | 5库邦       | 105×53mm | 棕色   | 首都第比利斯俯瞰图 | 瓦尔齐亚的洞穴 | 1993年第二版 | 无       | 1993年       | 1995年10月2日 |
|      |      | 10库邦      | 105×53mm | 灰色   | 首都第比利斯俯瞰图 | 瓦尔齐亚的洞穴 | 1993年第一版 | 无       | 1993年4月5日 | 1995年10月2日 |
|      |      | 50库邦      | 105×53mm | 浅蓝色 | 首都第比利斯俯瞰图 | 瓦尔齐亚的洞穴 | 1993年第一版 | 无       | 1993年4月5日 | 1995年10月2日 |
|      |      | 100库邦     | 105×53mm | 青褐色 | 首都第比利斯俯瞰图 | 瓦尔齐亚的洞穴 | 1993年第一版 | 无       | 1993年4月5日 | 1995年10月2日 |
|      |      | 250库邦     | 114×55mm |        | 太阳符号与格里芬   | 葡萄           | 1993年第四版 | 1993     | 1993年       | 1995年10月2日 |
|      |      | 500库邦     | 105×53mm | 紫色   | 首都第比利斯俯瞰图 | 瓦尔齐亚的洞穴 | 1993年第一版 | 无       | 1993年4月5日 | 1995年10月2日 |
|      |      | 1000库邦    | 105×53mm | 深蓝色 | 首都第比利斯俯瞰图 | 瓦尔齐亚的洞穴 | 1993年第一版 | 无       | 1993年4月5日 | 1995年10月2日 |
|      |      | 2000库邦    | 114×55mm |        | 太阳符号与格里芬   | 葡萄           | 1993年第四版 | 1993     | 1993年       | 1995年10月2日 |
|      |      | 3000库邦    | 114×55mm |        | 太阳符号与格里芬   | 葡萄           | 1993年第四版 | 1993     | 1993年       | 1995年10月2日 |
|      |      | 5000库邦    | 105×53mm | 绿色   | 首都第比利斯俯瞰图 | 瓦尔齐亚的洞穴 | 1993年第一版 | 无       | 1993年4月5日 | 1995年10月2日 |
|      |      | 10000库邦   | 105×53mm | 紫色   | 首都第比利斯俯瞰图 | 瓦尔齐亚的洞穴 | 1993年第三版 | 1993     | 1993年       | 1995年10月2日 |
|      |      | 20000库邦   | 114×55mm |        | 太阳符号与格里芬   | 葡萄           | 1993年第四版 | 1993     | 1993年       | 1995年10月2日 |
|      |      | 20000库邦   | 114×55mm |        | 太阳符号与格里芬   | 葡萄           | 1994年版     | 1994     | 1994年       | 1995年10月2日 |
|      |      | 25000库邦   | 127×57mm | 红色   | 首都第比利斯俯瞰图 | 瓦尔齐亚的洞穴 | 1993年第三版 | 1993     | 1993年       | 1995年10月2日 |
|      |      | 30000库邦   | 114×55mm |        | 太阳符号与格里芬   | 葡萄           | 1994年版     | 1994     | 1994年       | 1995年10月2日 |
|      |      | 50000库邦   | 127×57mm | 红色   | 首都第比利斯俯瞰图 | 瓦尔齐亚的洞穴 | 1993年第三版 | 1993     | 1993年       | 1995年10月2日 |
|      |      | 50000库邦   | 114×55mm |        | 太阳符号与格里芬   | 葡萄           | 1994年版     | 1994     | 1994年       | 1995年10月2日 |
|      |      | 100000库邦  | 127×57mm | 灰色   | 首都第比利斯俯瞰图 | 瓦尔齐亚的洞穴 | 1993年第三版 | 1993     | 1993年       | 1995年10月2日 |
|      |      | 100000库邦  | 114×55mm |        | 太阳符号与格里芬   | 葡萄           | 1994年版     | 1994     | 1994年       | 1995年10月2日 |
|      |      | 1500000库邦 | 114×55mm |        | 太阳符号与格里芬   | 葡萄           | 1994年版     | 1994     | 1994年       | 1995年10月2日 |
|      |      | 250000库邦  | 114×55mm |        | 太阳符号与格里芬   | 葡萄           | 1994年版     | 1994     | 1994年       | 1995年10月2日 |
|      |      | 500000库邦  | 114×55mm |        | 太阳符号与格里芬   | 葡萄           | 1994年版     | 1994     | 1994年       | 1995年10月2日 |
|      |      | 1000000库邦 | 114×55mm |        | 太阳符号与格里芬   | 葡萄           | 1994年版     | 1994     | 1994年       | 1995年10月2日 |